# Космос-1894
Космос-1894 је један од преко 2400 совјетских вјештачких сателита лансираних у оквиру програма Космос.
Космос-1894 је лансиран са космодрома Тјуратам, Бајконур, СССР, 28. октобра 1987. Ракета-носач Протон је поставила сателит у орбиту око планете Земље. 